# ان‌جی‌سی ۴۲۷۴
ان‌جی‌سی ۳۴۸۹ به عبارت علمی: NGC 3489 کهکشان عدسی است که در صورت فلکی لئو واقع شده‌است. این مکان در فاصله حدود ۳۰ میلیون سال نوری از زمین واقع شده‌است، که با توجه به ابعاد ظاهری آن، به معنای آن است که NGC 3489 حدود ۳۰٬۰۰۰ سال نوری عرض دارد. توسط ویلیام هرشل در ۸ آوریل ۱۷۸۴ کشف شد. NGC 3489 عضوی از گروه لئو است.

## مشخصات
مشخصه ان‌جی‌سی ۴۲۷۴ با بازوهای بیرونی همپوشانی آن، تشکیل یک ساختار حلقه‌ای با قطر آشکار ۲′.۸ است. بازوهای داخلی از نزدیک لبه برآمدگی شروع می‌شوند و روشن و غبارآلود هستند، دارای خطوط گرد و غبار که در سمت نزدیک برجسته تر هستند. خارج حلقه نزدیک مجموعه‌ای از بازوهای بیرونی ضعیف تر تشخیص داده شده‌است. این بازوهای بیرونی نیز حلقه‌ای تشکیل می‌دهند که قطر آن ۹/۵′ است. حلقه‌های سوم در نزدیکی هسته وجود دارد. حلقه هسته‌ای دارای محور نیمه بزرگ ۹ "است که مربوط به ۶۸۰ پارسک در آن فاصله است.
طول میله کهکشان ۵ کیلوگرم در ساعت است. کهکشان دارای یک نوار هسته‌ای است که تقریباً عمود بر میله بیرونی است.

## نگارخانه

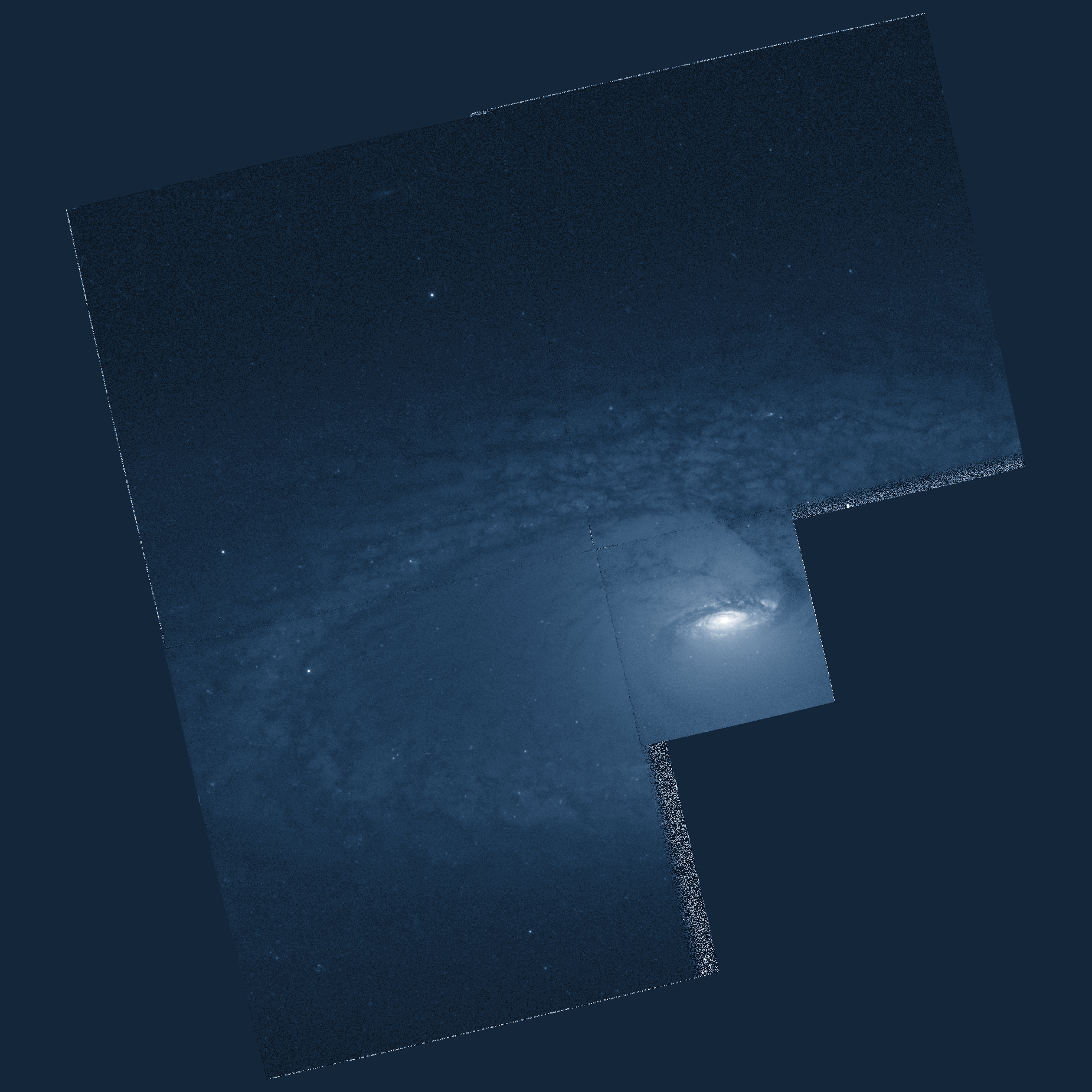
NGC 4274 (HST)
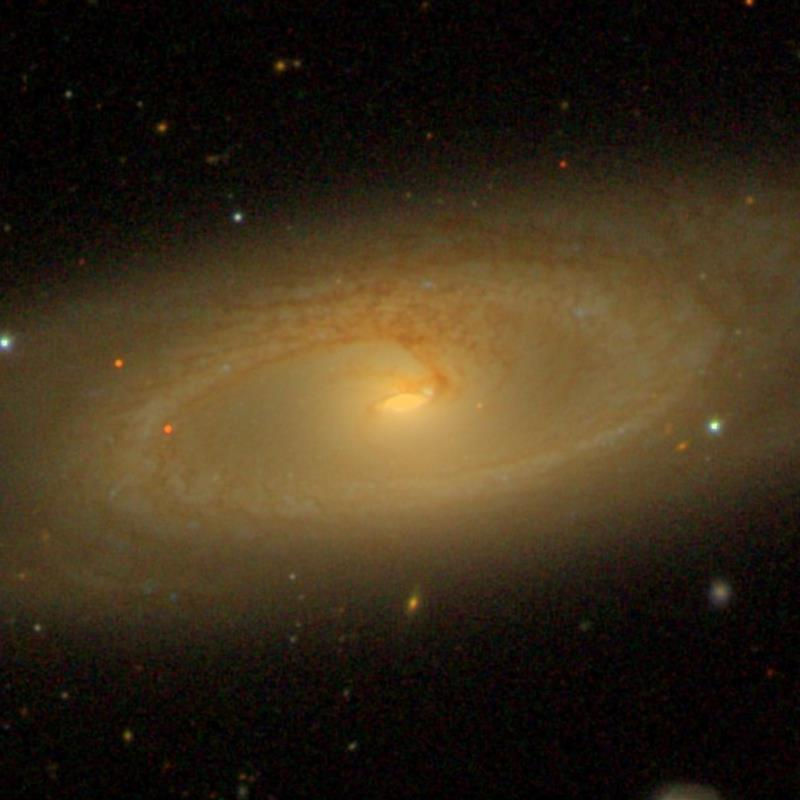
NGC 4274 (SDSS DR14)